# Самарта
Самарта́ (бур. Һамарта) — посёлок в Окинском районе Бурятии. Входит в сельское поселение «Сойотское».

## География
Расположен в межгорной котловине на реке Самарте (бур. hамарта — ореховая), правого притока Китоя, в 112 км по автодороге к юго-востоку от улуса Сорок, центра сельского поселения, и в 41 км к северо-востоку от съезда с региональной автодороги 03К-035 Монды — Орлик.

## Население
| 2002 | 2010 |
| ---- | ---- |
| 11   | ↘3   |

Основное население (около 350 человек) — рабочие-вахтовики Холбинского рудника.

## Экономика
Цех гидрометаллургии Холбинского рудника компании «Бурятзолото».